# إيثان مارتن
إيثان مارتن (بالإنجليزية: Ethan Martin)‏ هو لاعب كرة قاعدة أمريكي، ولد في 6 يونيو 1989 في أثينا في الولايات المتحدة.

## وصلات خارجية
- إيثان مارتن على موقع دوري كرة القاعدة الرئيسي (الإنجليزية)
- إيثان مارتن على موقعبيزبول رفرنس.كوم (الدوري الرئيسي) (الإنجليزية)
- إيثان مارتن على موقعبيزبول رفرنس.كوم (الدوري الثانوي) (الإنجليزية)
- إيثان مارتن على موقع إي إس بي إن.كوم (أم.أل.بي) (الإنجليزية)
- إيثان مارتن على موقع مشجعي الرسوم البيانية (الإنجليزية)